# Malko Linge
Pour les articles homonymes, voir Malko et Linge.
Ne doit pas être confondu avec Heinz Linge.
Son Altesse Sérénissime (SAS) le prince Malko Linge (prononciation dans l'alphabet phonétique international : [malko liŋɡə]) est le héros de la série de romans d'espionnage SAS écrite par Gérard de Villiers à partir de 1965.
Afin de financer les réparations de son château en Autriche, il est contractuel pour la CIA qui l'envoie accomplir des missions dans le monde entier. Toujours armé d'un « pistolet extra-plat », il porte des costumes d'alpaga. Il parle plusieurs langues et lors de ses missions, il a de nombreuses relations sexuelles non protégées. Certaines personnes disent qu'il était initialement fasciste, raciste et sexiste, mais qu'il aurait changé avec le temps.

Malko Linge est, lors de ses aventures, souvent accompagné de deux gardes du corps de la CIA, Chris Jones et Milton Brabeck. Son éternelle fiancée est Alexandra Vogel. Son domestique Elko Krisantem l'aide dans les basses besognes ou pour sa sécurité personnelle.

## Inspiration du personnage et du nom
Gérard de Villiers a déclaré que les personnages de Malko Linge et de sa fiancée la comtesse Alexandra Vogel, lui avaient été inspirés par trois personnages :
- un couple de ses amis, un baron allemand qui avait un château en Souabe, Dieter von Malsen-Ponickau marié en premières noces à une comtesse italienne (qui a elle-même inspiré le personnage de la comtesse Alexandra Vogel) ; une partie des terres de ce baron, qui avaient été confisquées par le régime communiste, se trouvaient avant 1989 derrière le rideau de fer et deux cas semblables sont ceux du château de Bernstein du comte et espion László Almásy et du château Esterházy de la famille princière Esterházy (jadis mécène de Joseph Haydn et de son orchestre) qui sont en Autriche, tandis que la majeure partie de leurs terres (avec Esterháza) sont en Hongrie communiste[5] ;
- un marchand d’armes autrichien nommé Ottenbach ;
- Yvan de Lignières, chef de mission au SDECE, ancêtre de la DGSE.

Le prénom, pour sa part, proviendrait de « Malka », prénom d'une « gonzesse somptueuse » avec laquelle Gérard de Villiers aurait eu une relation sexuelle. Le choix du nom a pu être influencé par Heinz Linge, majordome d'Hitler que de Villiers a interviewé un an avant la sortie de son premier roman d'espionnage.

## Caractéristiques de Malko Linge

### Aspect physique
Malko mesure 1,80 m. Il a les cheveux blonds et les yeux dorés. Lorsque ses yeux virent au vert (émeraude), c'est souvent mauvais signe.

### Malko l'aristocrate et la violence
Malko Linge abhorre la violence. Il est dépassé par les actes de violence commis, qu'ils soient le fait de ses ennemis ou de ses alliés de la CIA. Il est écœuré par les manœuvres de la CIA qui aboutissent à des massacres aussi sanglants qu'inutiles.
Il fait preuve de loyauté envers les gens qui acceptent de l'aider même si souvent ceux qui l'aident sont grièvement blessés ou tués.
Il a une idée très forte de son rang social d'aristocrate « pure souche » et tient à mener le type de vie qu'il estime approprié à celui-ci.
Il ne fume pas mais apprécie les alcools forts, spécialement le whisky et la vodka.

### Sexualité et relations avec les femmes
Malko Linge est un séducteur-né qui fait « chavirer » beaucoup de femmes qu'il rencontre, notamment grâce à ses « yeux d'or liquide ». Ses partenaires restent toutefois cantonnées à de simples exutoires sexuels, parfois « maltraitées, violées et assassinées ». Il est en effet un libertin capable de se comporter envers les femmes comme un soudard, notamment par la sodomie ou le viol. Dans le livre Les Otages de Tokyo, il a une relation sexuelle avec une prostituée mineure de 13 ans.
Le numéro 3758 de la Revue des Deux Mondes, paru en juillet-août 2014, a pour principal sujet d'étude et de réflexions la série SAS ; elle porte le titre : G. de Villiers : enquête sur un phénomène français. Un article du journaliste et éditeur Alain Fuzellier, intitulé « L'inoxydable Malko Linge », signale en page 67 de la revue que la seule fois dans la série où le prince Malko pratique le bondage est dans le roman Albanie, mission impossible (SAS no 133).

### Religion
Il a été élevé dans la religion catholique, mais est peu pratiquant. Dans Samba pour SAS, il se recueille devant une dépouille : « Il ne l'aurait avoué à personne mais il priait ». Dans Opération Apocalypse, il se signe : « Lorsque le vieux curé avait aspergé le cercueil avec son goupillon, il avait fait un lent signe de croix, le premier depuis son enfance ».

### Langues étrangères
Un des atouts de Malko pour accomplir ses missions est le nombre élevé de langues vivantes qu'il parle. Cependant, ce nombre a profondément varié et baissé depuis les premiers SAS. Ainsi, il comprenait le persan dans SAS contre CIA, mais il avait tout « oublié » de cette langue dans les romans postérieurs Le Disparu des Canaries (SAS no 106) et Le Programme 111 (SAS no 161). Au début, SAS parlait environ une vingtaine de langues mais, en 2006, il en parle seulement entre cinq et dix, dont évidemment l'allemand et l'anglais, mais aussi le portugais, le français, le russe et moyennement l'espagnol.
En revanche il ne parle ni l'arabe, ni le hongrois, ni l'italien, ni aucune langue orientale. Il converse alors avec ses interlocuteurs en langue anglaise.

### Art moderne
(septembre 2019).
- Ah, vous regardez le « Christo » ! dit-il en riant. Je ne l’ai pas acheté cher : six mille dollars. Ce type est bourré d’idées, vous savez, il emballe n’importe quoi, des lustres, des voitures des montagnes. Il y a une au Musée d’Art Moderne de New York… C’est un cadeau pour une amie. Malko émit un grognement poli. Encore un qui avait pris les bornes de la connerie humaine à bras-le-corps pour les faire reculer un peu. Il y avait des tas de gens qui emballaient depuis des générations et ne s’étaient jamais retrouvés dans un musée.
-C’est très beau, fit-il. Qu’y-a-t-il à l’intérieur ?
-Je ne sais pas, avoua Silverman. Si on le défait, on trouve une inscription qui dit : « Vous avez détruit l’œuvre de Christo. » Alors, il ne faut pas y toucher.
Protection pour Teddy Bear, p. 70

### Informatique, Internet et codes
- Dans Les Trois Veuves de Hong-Kong, il pratique le morse pour avertir le commandant du Coral Sea[16], mais dans L'Amour fou du colonel Chang, il dit ne pas le connaître au commandant du Vincennes[17].
- Aucun roman ne montre Malko utiliser l'informatique ou internet. Il n'utilise pas le courrier électronique et ne dispose d'aucune « boîte mail ».

### Sports
Dans L'Abominable Sirène, Malko est présenté comme ayant un excellent niveau d'escrime. En effet, il est amené à se battre au sabre contre Boris, un agent du KGB, qu'il arrive à battre grâce à son talent et à son expérience.

## Rang social
Né à Vienne, Malko Linge est le fils de Gottfried Linge. Ses parents sont morts quand il était enfant. Il est un prince autrichien d'origine silésienne pouvant revendiquer des ancêtres remontant au Moyen Âge, « dernier représentant d'une lignée de dix-sept générations remontant à l'époque féodale ».
Il porte les titres d'Altesse sérénissime, chevalier d'honneur et de dévotion de l'ordre souverain des chevaliers de Malte, chevalier de l'ordre des Séraphins, chevalier de droit de l'Ordre de l'Aigle noir, landgrave de Fletgaus, margrave de Basse-Lusace, grand voïvode de la voïvodie de Serbie, comte du Saint-Empire romain, chevalier de la Toison d'Or. Il peut revendiquer au minimum seize quartiers de noblesse sur 400 ans.
À la suite d'un succès à Moscou, Malko Linge reçoit de la part de Mikhaïl Gorbatchev la décoration de l'ordre des héros de l'Union soviétique.
Dans ses premières aventures, son château n'étant pas encore habitable, il vit aux États-Unis à Poughkeepsie : « Il vivait très simplement dans un petit cottage de Robin Hill Drive à Poughkeepsie, dans l’État de New York. Il n’avait qu’une chambre et un grand living. Le garage était sous sa maison. Contrairement à ses voisins, il n’avait pas voulu dépenser 2 000 dollars pour une piscine »,. Son numéro de téléphone est 92 0524.
Avant de partir pour Haïti, il indique qu'il va s'installer définitivement à Liezen : « Depuis plusieurs mois, il avait décidé de vendre sa maison de Poughkeepsie dans l’État de New York. À force d'engloutir des dizaines de milliers de dollars dans son château, il était enfin partiellement habitable et il voulait en profiter un peu… ».
Certains de ses vêtements ou de ses objets personnels, tels ses pyjamas et ses chemises, son briquet Zippo, sont marqués de son monogramme princier, une couronne à sept branches.
Dans Rendez-vous à Boris Gleb, les armes héraldiques de sa famille sont ainsi décrites : « Trois marteaux de sable sur fond de gueules »).
Dans Opération Lucifer, l'auteur indique que Malko n'aime pas l'opéra, même s'il lui arrive de s'y rendre par convenances sociales et pour respecter son rang.

## Motivations et opinions politiques
Malko Linge est un « agent contractuel » (ou « extra », ou « NOC » - non official covert agent) de la CIA, principalement pour des raisons financières, d'abord pour rénover et entretenir son château, et ensuite pour mener la vie d'un homme de son rang (nombreuses réceptions données à ses amis), même s'il n'est jamais fait mention des honoraires exacts qu'il perçoit de la part de la CIA. Plus tard, c'est aussi le goût du risque qui explique ses décisions de partir en mission.
Malko Linge n'est pas seulement un mercenaire, il agit aussi par idéologie, celle d'un « homme de droite ». Dès le début, il s'oppose au KGB et aux services secrets du bloc communiste, et cette confrontation se poursuit dans de nombreux romans des décennies 1960, 1970 et 1980. Dans SAS contre CIA, l'auteur indique des motivations très personnelles : « … il haïssait tout ce qui était communiste parce que les Russes avaient annexé le parc de son château, en y faisant passer le rideau de fer… ».
À l'occasion il s'oppose à la dénazification et à la décolonisation ou à ses séquelles. Dans Samba pour SAS, il se recueille devant le corps d'un ancien SS qui avait pris son identité. Le ton non censuré et libre de tout « politiquement correct » de l'auteur (qui a commencé à écrire dans les années 1960, époque depuis laquelle des mots comme nègre sont sortis du langage courant et devenus nettement plus péjoratifs) lui ont valu des accusations de racisme. Ce que confirme cet extrait du roman Mourir pour Zanzibar, page 11 de l'édition originale : Plus intelligents et travailleurs que les Africains, ils [Les Hindous] avaient mis la main sur tout le commerce de l’Afrique.
Il n'est tendre ni avec les Nord-américains (ses baby-sitters de la CIA, Chris Jones et Milton Brabeck, sont systématiquement décrits comme ayant, à eux deux, « la puissance de feu d'un petit porte-avions et l'intelligence d'un canari adulte ») ni avec les Sud-américains (« Je suis si content de vous rencontrer señor Linge ! Je crois que votre père a connu mon père à Oxford, il y a pas mal d'années, avant la guerre. Ils étaient même assez liés. Malko sourit poliment. Cinquante ans plus tôt, le père de Don Diego Castellana vivait certainement encore dans les arbres. Il y avait peu de chance qu'il ait croisé le prince Gottfried Linge ». Don Diego Castellana rencontre Malko dans le roman Duel à Barranquilla, p. 93-94).
Dans les romans des années 1990 et 2000, Malko est amené à combattre à plusieurs reprises l'islam radical, notamment celui d'Al-Qaïda, afin de protéger l'Occident d'une menace protéiforme décrite comme « obscurantiste ».

## Personnalités sauvées ou rencontrées par Malko Linge
Au cours de ses aventures, Malko Linge sauve la vie de plusieurs personnalités en déjouant des complots visant à les assassiner : le shah d'Iran ; le vice-président des États-Unis, Spiro Agnew ; le roi Hussein de Jordanie ; Henry Kissinger ; Anouar el-Sadate ; Bourguiba ; Gorbatchev ; Salman Rushdie ; Rigoberta Menchú  Nelson Mandela ; Hugo Chávez ; le Dalaï-Lama.
Il renonce aussi à assassiner Bachar el-Assad dans Le Chemin de Damas (2012), alors que sa mission consistait à éliminer le dictateur.
Dans Bin Laden ː la traque, no 148, Malko doit tuer Ben Laden, il n’y arrive pas. Ce dernier lui propose de se rencontrer amicalement. Malko discute avec lui, revient de cet entretien sain et sauf et comprend que Ben Laden est intouchable.

## Nom de code
« Tous les agents étaient toujours répertoriés par des noms de code, même dans les documents top-secret. Celui de Malko était Warlord. À cause de ses origines. ».
Mais ses noms de code peuvent varier en fonction des opérations qu'il conduit ; ainsi, dans Vengez le vol 800 (SAS no 125 - 1996), son nom de code pour la mission est Shah ; dans Le Programme 111 (SAS no 161 - 2006), son nom de code pour la mission est Esquire.
Dans le premier opus, SAS à Istanbul, il est fait mention d'un surnom attribué par ses pairs à S.A.S. : À la C. I A. on l'appelait parfois l'IBM à cause de sa mémoire prodigieuse. Malko en fera la preuve plus tard dans ce même roman (en comprenant qu'un navire n'est pas celui échoué mais un autre, cela d'après le registre naval Jane).

## Longévité de Malko
Comme beaucoup de héros de fiction, Malko Linge n'est pas affecté par le temps qui passe : en 2013, après 48 ans de services auprès de la CIA, il reste toujours aussi jeune et fringant.
Sa date de naissance est floue : elle se situe dans une fourchette de vingt ans entre 1918 et 1936. Dans Opération Apocalypse, l'auteur lui attribue l'âge de 40 ans, ce qui donnerait une date de naissance aux alentours de 1925. Dans Magie noire à New York, alors que l'action se déroule en 1968, Malko déclare à un agent du KGB qu'il est âgé de 42 ans, ce qui situerait sa date de naissance en 1926.
Il peut être plus âgé, car dans le premier roman, SAS à Istanbul, il récite par cœur un poème turc et dit à son interlocuteur étonné : « J'ai dû le lire en 1930, quand j'étais étudiant ». Dans ce même premier roman, Malko, surnommé le Vieux dingue à la CIA, nous apprend qu'il est dans les renseignements depuis 20 ans en 1963. Il aurait donc été recruté par les services secrets américains en 1943, alors qu'il était, comme tous les Autrichiens, citoyen du Troisième Reich. Dans SAS contre CIA, il est indiqué que Malko était déjà venu en Iran durant la Seconde Guerre mondiale. Par ailleurs, Malko se rappelle avoir eu 26 ans fin 1944 alors qu'il combattait durant la bataille des Ardennes pour le compte de l'OSS : il serait donc né en 1918.
Il peut aussi être plus jeune, car dans Vengeance romaine « Un mot tournait dans sa tête de plus en plus vite. Qu'il avait souvent entendu lorsqu'il était enfant après avoir fui la province de Prusse-Orientale occupée par les Russes. Rache ». Dans ce roman, il est enfant vers 1945. Dans Embargo (chapitre X, page 109 de l'édition de janvier 1976), Malko déclare avoir 40 ans, donc il serait né en 1936.

## Château de Liezen
Le Liezen réel, en Styrie, n'est pas celui de Malko Linge qui lui, est tout proche du rideau de fer. On découvre dans SAS à Istanbul que Malko a racheté ce château avant 1939, n'étant qu'un cousin au second degré du précédent propriétaire, mort en 1917. Quand le château brûle, dans Vengeance romaine, les pompiers de Liezen téléphonent à leurs collègues de Presbourg en Tchécoslovaquie ce qui situe le Liezen des romans au Burgenland, entre la ville autrichienne de Neusiedl am See et le tripoint des frontières autrichiennes, slovaques , près des coordonnées 48° 00′ 24″ N, 17° 09′ 38″ E. De l'autre côté du rideau de fer, les autorités communistes hongroises ont transformé l'ancien parc du château en champ de betteraves, ce qui irrite Malko au plus haut point.

## Alexandra Vogel
Alexandra Vogel est la compagne de Malko, qu'il trompe en permanence. Elle est présentée au lecteur pour la première fois dans le sixième roman de la série, Dossier Kennedy (1967) où son histoire est ainsi décrite : « Malko connaissait Alexandra depuis longtemps. Ses parents ayant été tués pendant la guerre, elle dirigeait un domaine agricole non loin de son château. Depuis le début de ses vacances, il l'avait beaucoup vue. »
Dans L'Abominable Sirène (SAS no 13 - 1969), l'auteur indique que Malko « connaissait Alexandra depuis toujours. Orpheline, elle dirigeait d'une main de fer un domaine agricole voisin de son château. Ils avaient flirté ensemble longtemps avant que la jeune Autrichienne ne consentît à devenir sa maîtresse, deux ans plus tôt, dans des circonstances dramatiques. […] D'un orgueil himalayen et d'une jalousie défiant l'imagination, elle se refusait à partager Malko. À chacun de ses retours, il devait la reconquérir, lui téléphoner, la noyer de roses, bref apaiser son amour-propre blessé. ».
Physiquement, elle est décrite comme blonde et « très pulpeuse » (sic). Elle porte souvent un jodhpur et des bottes noires en cuir.
Moralement, Alexandra a un caractère fougueux et tenace. Elle se montre particulièrement jalouse quand Malko évoque certaines femmes ou quand des femmes viennent dormir au château de Liezen ; le lecteur peut être souvent amusé de constater qu'Alexandra se montre jalouse de femmes que Malko n'a pas courtisées et avec lesquelles il n'a pas eu de relations sexuelles, et qu'elle semble ignorer la vie sexuelle débridée de son compagnon, très riche de liaisons extraconjugales.
Elle sait très bien quel métier fait Malko, et parle avec mépris des collègues ou supérieurs de Malko en utilisant le terme argotique « spook ».
Une série dérivée de romans lui est consacrée : « Les Fantasmes de la comtesse Alexandra ».

## Adaptations cinématographiques
Malko Linge a été incarné au cinéma à deux reprises par Miles O'Keeffe dans SAS à San Salvador (1983) et par Richard Young dans SAS : L'Œil de la veuve (1991).

## Synthèse du personnage
Malko Linge est une sorte de synthèse des valeurs de Gérard de Villiers entremêlant des éléments d'esprit chevaleresque, de morgue aristocratique, de cynisme individualiste, de galanterie, de mœurs misogynes, machistes et phallocratiques allant jusqu'au viol, de racisme et de mépris pour tout ce qui n'est pas ouest-européen : c'est un James Bond sans l'humour britannique et sans la capacité de dépasser les clivages de la guerre froide pour combattre le crime international.